# Clara Aguilar Falguera
Clara Aguilar Falguera (Sant Just Desvern, 1992) també coneguda artísticament com a CLARAGUILAR, és una compositora, productora i artista escènica.
Va estudiar música clàssica, i va fer el grau en Periodisme i d'Humanitats a la Universitat Pompeu Fabra, complementant els seus estudis amb el màster en Estudis de Gènere de la Universitat de Barcelona.

## Obra
El 2017 inicia la seva carrera com a dissenyadora de so i compositora de música per a arts escèniques. Ha treballat amb artistes com Marcos Morau (La Veronal), Sílvia Delagneau, Alícia Gorina, Carlota Subirós, Ferran Dordal, Àlex Rigola, Juan Carlos Martel, així com amb les companyies La Ruta 40, Sixto Paz, Íntims Produccions, La Virgueria, Hotel Escènic, entre d'altres.
Co-fundadora del col·lectiu VVAA amb qui ha creat espectacles com Pool No Water (Sala Beckett, 2018), This Is Real Love (Sala Beckett, 2018) i ARCAS 2020 (Teatre Lliure, 2021).
Com a CLARAGUILAR, ha publicat l’àlbum Mystery is all (Amên Discos, 2021) que l’ha portat a actuar a diferents esdeveniments com al festival Mutek a la Sala Apolo, al Festival Flama de Màlaga, al cicle DNIT del Caixafòrum de Barcelona i al Teatro Réplika de Madrid, entre d'altres. També ha col·laborat amb el dj i productor John Talabot (Koraal) amb el directe de l'àlbum La casa del volcán (Nous'klaer Audio).
El 2022 va presentar L'Amour Toujours -dins del marc Amor/Odi de L'Auditori de Barcelona- exercint de directora d’una formació molt particular: Orquestra de cambra, híbrida i multidisciplinària.
En audiovisuals, ha col·laborat amb l'estudi Can Sons en la creació de la música de la segona temporada de la sèrie Crims, ha col·laborat en la banda sonora de la pel·lícula Suro de Mikel Gurrea (Nominació Premis Gaudí Millor Banda Sonora), així com ha compost la música original de la sèrie Selftape de Mireia Vilapuig i Joana Vilapuig, dirigida per Bàrbara Farré.

### Àlbums en solitari
- Mystery is all (Amên Discos)

### Bandes sonores
- Suro (2022) de Mikel Gurrea
- Selftape (2023)', de Mireia Vilapuig i Joana Vilapuig, dir. Bàrbara Farré
- Creatura (2023) d'Elena Martín